# 圣卢德热鲁
圣卢德热鲁是巴西圣卡塔琳娜州的一个市镇。总面积120平方公里，总人口10494人，人口密度87.5人/平方公里。